# Les Pommerats
Les Pommerats är en ort i kantonen Jura, Schweiz. 
Les Pommerats var tidigare en egen kommun, men den 1 januari 2009 inkorporerades Corban i kommunen Saignelégier.